# انون (کارولینای شمالی)
انون (به انگلیسی: Enon) یک منطقهٔ مسکونی در ایالات متحده آمریکا است که در شهرستان یادکین، کارولینای شمالی واقع شده‌است.